# Monchy-Breton

Monchy-Breton este o comună în departamentul Pas-de-Calais, Franța. În 1 ianuarie 2022 avea o populație de 527 de locuitori.